# استودان بردچله خونه
استودان بردچله خونه مربوط به دوره ساسانیان است و در شهرستان کهگیلویه، روستای گل زرینی واقع شده و این اثر در تاریخ ۲۴ فروردین ۱۳۸۲ با شمارهٔ ثبت ۸۳۳۴ به‌عنوان یکی از آثار ملی ایران به ثبت رسیده است.